# ناظم زائف
في الرياضيات، وفي علم الطوبولوجيا على وجه الخصوص، يقال إن أي فضاء طوبولوجي هو ناظم زائف إذا كان يحتوي على اثنين من المجموعات المغلقة المنفصلة، بحيث تكون إحداهما مجموعة قابلة للعد، ويقعان ضمن مجموعات مفتوحة منفصلة. لاحظ ما يلي:
- كل فضاء ناظم هو ناظم زائف.
- كل فضاء ناظم زائف هو فضاء منتظم.